# Sotto il segno dei Gemelli
Sotto il segno dei Gemelli (Gemini) è un'opera teatrale del drammaturgo statunitense Albert Innaurato, portata al debutto a New York nel 1976.

## Trama
Ambientata nell'estate del 1973 a Filadelfia, la pièce narra delle celebrazioni del ventunesimo compleanno di Francis Germiniani, uno studente di Harvard tornato nel quartiere operaio in cui era nato per l'occasione. Il suo compleanno ha riunito la sua famiglia disfunzionale, composta dal rude padre Fran e dalla sua ultima fiamma, la vedova Lucille, ma anche dalla vicina Bunny Weinberger con il suo figlio obeso Herschell. Si uniscono a loro anche i benestanti compagni di classe di Francis, i fratelli Hastings: Judith, segretamente innamorata di Francis, e Randy, di cui il festeggiato è segretamente innamorato. L'arrivo inaspettato di Randy, per cui Francis non riesce più a nascondere i suoi sentimenti, causa al protagonista problemi con Fran, un uomo che non è disposto ad accettare l'omosessualità del figlio.

## Storia delle rappresentazioni
La pièce ha fatto il suo esordio sulle scene nel dicembre 1976, alla Playwrights Horizons dell'Off Broadway; facevano parte del cast Sigourney Weaver e John Polito. Il marzo successivo Sotto il segno dei Gemelli ha fatto il suo ritorno al Circle Repertory Company e le recensioni entusiastiche spinsero i produttori a trasferire la produzione a Broadway. Con la regia di Peter Mark Schifter, il dramma debuttò al Little Theatre di Broadway il 21 marzo 1977 e rimase in cartellone per 1819 repliche fino al 6 settembre 1981. Robert Picardo interpretava il protagonista Francis, Danny Aiello suo padre Fran e Carol Potter ricopriva la parte di Judith. Il dramma vinse l'Obie Award, oltre a ricevere una nomination al Drama Desk Award per la migliore opera teatrale. Il debutto italiano è avvenuto nell'ottobre 1989 alla Sala Umberto di Roma, per la regia di Maddalena Fallucchi e un cast che comprendeva Francesca Benedetti e Maria Paiato.

## Adattamento cinematografico
Nel 1980 Richard Benner ha diretto la riduzione cinematografico della pièce, intitolata Happy Birthday, Gemini Facevano parte del cast: Madeline Kahn, Rita Moreno e David Marshall Grant.